# Los relámpagos de agosto
Los relámpagos de agosto fue la primera novela del autor mexicano Jorge Ibargüengoitia. El texto de corte satírico, ganador del Premio Casa de las Américas en 1964, narra los atropellos de una rebelión armada en los inicios del México posrevolucionario vista a través de los ojos de José Guadalupe Arroyo, un general jubilado que dicta sus memorias al propio Ibargüengoitia con el fin de limpiar su reputación.

## Argumento

### Sinopsis
La historia comienza a bordo de un tren en que el general Arroyo se dirige a la Ciudad de México después de recibir un telegrama de parte del presidente electo, un antiguo compañero revolucionario, en el que se le invita a formar parte del nuevo gabinete.
En el viaje se encuentra con Macedonio Gálvez, otro exrevolucionario, que a pesar de haber sido desterrado del país había decidido regresar. Arroyo lo invita a su camarote para platicar y luego se dirigen al comedor, sin embargo durante el transcurso de la comida Gálvez se levanta de la mesa con el pretexto de dirigirse a los sanitarios y no regresa. Arroyo no le da mucha importancia y sigue comiendo, sin embargo cuando termina de comer y se dirige a su camarote descubre que Gálvez se había robado su pistola y se había bajado del tren en el pueblo anterior, siendo esta «la primera mala pasada» que le haría el destino a Arroyo.
Al acercarse a la Ciudad de México, Arroyo comienza a prepararse para el descenso, notando un gran revuelo alrededor de un vendedor de periódicos que había subido al tren. Arroyo no le da mucha importancia, sin embargo cuando se dispone a rasurarse descubre en los titulares del periódico que el presidente electo había muerto, aparentemente de un ataque cerebrovascular. Arroyo sale a toda prisa del sanitario y ve lo que él considera una imagen muy acorde a su situación, un grupo de hombres orinando en la barda de la estación.
Al llegar a la estación Arroyo telefonea a otro compañero revolucionario al que también le había sido prometido un puesto en el gobierno, y deciden esperar al funeral para discutir las acciones a tomar a fin de proteger sus intereses.
En un lenguaje fluido y verosímil, la voz narrativa de Arroyo dará cuenta de todas las malas jugadas del destino, como él las llama, que el protagonista, junto con sus compañeros revolucionarios, deberá enfrentar a lo largo de la trama.